# ジョンウ
ジョンウ（韓：정우、英：Jungwoo、1998年2月19日 - ）は大韓民国金浦市出身の歌手。男性アイドルグループ・NCTのメンバー。SMエンタテインメント所属。本名はキム・ジョンウ（韓：김정우、英：Kim Zungwoo、漢：金廷祐）。2018年1月、NCTに加入。2018年2月、NCT Uでデビュー。2018年9月、NCT 127に加入。

## 来歴

### 生い立ち
1998年2月19日、韓国京畿道軍浦市山本洞で生まれ、金浦市で育つ。小学生の時に偶然音楽番組を見てダンスに興味を持ち、出演している歌手たちを超えるような人になりたいと思った。
中学生のときに映画『ステップ・アップ』で登場人物たちのダンスをする姿を見て興味を持ち、ダンスの教室に通うようになった。レッスンを受けていくうちに、いろいろな音楽に触れることで音楽や歌うことに興味を持つようになり、歌とダンスが自然と両方とも好きになったという。レッスンをしながら歌手になりたいと考え、オーディションを受けた。

### SMエンタ入社・SMルーキーズとして
2014年6月20日、練習生としてSMエンタテインメントに入社。ダンス部門でオーディションに合格した。土曜公開オーディション出身である。
2017年4月18日、SMルーキーズのメンバーとして公開された。SUPER JUNIORのイェソンの楽曲「Paper Umbrella」のミュージックビデオに出演した。

### NCTデビュー（2018年 - 2020年）

#### 2018年
1月31日、NCTに加入。「NCT 2018 Yearbook」で正式加入が発表された。
自身の誕生日である2月19日、デビューユニットNCT Uの「BOSS」のミュージックビデオが公開された。
2月22日、『M COUNTDOWN』で「BOSS」を披露し正式デビュー。
3月14日、NCTとして初めて参加したアルバム『NCT 2018 Empathy』が発売された。
9月17日、NCT 127に加入することが発表され、18日にはNCTの公式サイトから加入についてのジョンウ直筆の手紙が公開された。
10月12日、新たに参加したユニット・NCT 127のファーストフルアルバム『NCT＃127 Regular-Irregular』が発売された。

#### 2019年
4月、NCT 127の日本ファーストフルアルバム『Awaken』が発売され、日本デビュー。
8月、健康上の理由で活動を休止するも、2020年1月より活動を再開した。

### 『ショー!K-POPの中心』MC・NCT DOJAEJUNGデビュー（2021年 - ）

#### 2021年
8月14日より、MBC『ショー!K-POPの中心』のMCを務めた。
12月10日、NCT Uとして参加した「Universe (Let's Play Ball)」のミュージックビデオが公開された。
12月27日発売、ウィンターアルバム『2021 Winter SMTOWN : SMCU EXPRESS』の収録曲「Goodbye」に参加した。

#### 2023年
4月17日、ドヨン・ジェヒョン・ジョンウで構成されたユニット「NCT DOJAEJUNG」がミニアルバム『Perfume』でデビューした。
9月4日、イタリアのファッションブランド「トッズ（Tod's）」のメンズアンバサダーに就任した。
11月4日、リノ（Stray Kids）とともに約2年3ヶ月務めたMBC『ショー!K-POPの中心』のMCを卒業した。
12月27日、ドヨンとともに化粧品メーカー「ペリペラ」のブランドモデルに選任された。

#### 2024年
1月11日、NCT Uとして参加した「NCT ZONE」サウンドトラック「Do It (Let's Play)」が公開された。
3月23日、参加楽曲のSBSバラエティ番組『フーバオとおじいちゃん』のOST「Smile Good Bye」が公開された。
12月28日、参加楽曲のChannel Aドラマ『チェックイン漢陽』OST「First Step」が公開された。

## 人物
身長180cm。血液型はAB型。うお座。姉は俳優のキム・ミナ（1997年生まれ）。本貫は金海金氏。
足のサイズは27センチ。子供の頃の夢はサッカー選手、アクション俳優、料理人。

### 性格
よく泣く性格である。デビュー曲「BOSS」の初放送ではカメラリハーサルで緊張して泣いた。デビュー舞台を終えた際にも嬉しさと惜しさで泣いたという。NCT 127が音楽番組で地上波初1位を獲得した日のV LIVEで涙を見せた。このときのことについて、「僕がグループに入って、正直言うと申し訳なさを感じていた。兄さんたちに助けてもらってそう感じたこともあったし、また1位になったことがとても嬉しくてグッと来たと思う」と語った。
デビューをしてからしばらくは自身の緊張しがちな性格に「どうしたら自信を持てるんだろう」と考え悩んでいたが、「自分は、リラックスしてるんだ」と思うようにするなど、克服できるようにずっと努力をし続けたおかげで、今では自然と自信が持てるようになった。座右の銘は「自信を持って一生懸命にやろう」。
歌手になってからは辛いと思ったこともたくさんあったが、そのたびに自分自身を振り返り「どうして自分はこの道を選んだのか？」と思い出すようにしていた。寂しがり屋な性格で、人を誘って一緒に何かをすることが多い。
愛嬌が多い性格で、2020年3月25日放送のMBC Every1『週刊アイドル』では愛嬌ソングの「オットケソング」を披露し、「名不虚伝（名声や名誉が無駄に広がっていないという意）」と称賛された。
NCTのムードメーカーを担当しており、やろうと思えばメンバー全員を笑わせることができる。
ジョンウの性格についてジェヒョンは「自我富者」と表した。マークはジョンウについて、さまざまな一面があり、知っていくほど見ることができる「虹のような性格」と表した。また、清純で大人しい性格であるが意外としっかりしている部分もあり、ファンの前ではシャイな性格だが積極的で活発な面もあるとした。
「4次元」な性格。「スムジント」（隠された本物の変人）というあだ名がある。人生で初めて飛行機に乗ったのは「BOSS」のミュージックビデオを撮影するためにウクライナに行ったときで、メンバーに飛行機は靴を脱いで乗るものだと言われたので実際に脱いだ。

### 趣味・嗜好

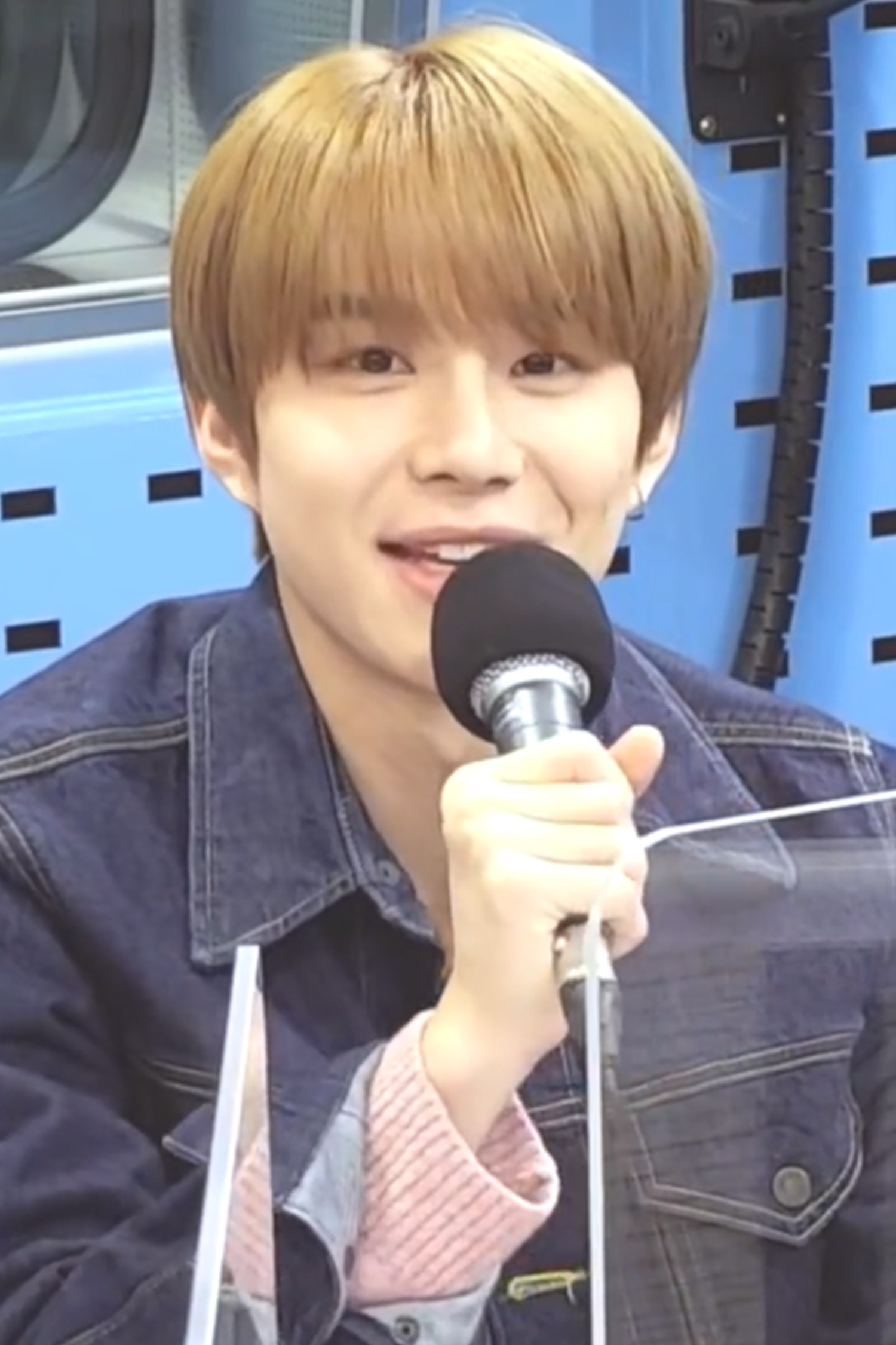
2020年11月、ラジオ収録にて

趣味は映画鑑賞、家で寝ること、音楽を聞くこと、ビデオを見ること。
特技はモノマネ、インスタントラーメンを作ること、整理整頓。宿舎に帰るとまず片付けをして、帰ってすぐに服を畳む。
好きなアーティストはワン・ダイレクション、ジャスティン・ビーバーで、ジャスティン・ビーバーの「All In It」がお気に入りの曲である。
ロールモデルはBoA。映画『スピリット』を幼少期に見たことから、一番好きな動物は馬で、子供の頃は騎手になりたいと思っていた。
好きな言葉は「清純」。綺麗で透き通った人になりたいとした。
クリスマスに見る映画は『ホームアローン』と『ハリー・ポッター』シリーズ。小学校3年生までサンタクロースを信じていた。冬はみかんを食べながら映画を見る。

#### 食事
好きな食べ物は寿司で特に大トロ、フェレロ・ロシェ、カップ麺、ガーナチョコバー、ビッグパイ。セロリも好き。
得意料理はキムチとハムを加えたキムチチャーハン。ストレス解消のためにすることは宿舎で休息し、辛い物を食べるか、寝ること。食事の回数は一日に5食。マークによると、昼食を食べているときに夕食に何を食べるかを考えていることがあったという。

#### スポーツ
運動に自信がある。好きなスポーツはサッカーとバスケットボール。小学生のときはサッカー部に所属していた。
好きなサッカー選手はネイマール、アーリング・ハーランド。好きなサッカーチームはマンチェスター・シティFC。10代で一番の思い出は友達とサッカーをしたこと。普段からサッカーに関するスポーツニュースを見たり、最近の話題について調べている。
2メートル30センチの高さの跳び箱を跳ぶことができ、Mnet『NCT WORLD 2.0』の体育大会では大会MVPを獲得した。

### NCT
人生で最も奇跡的な瞬間はNCTに参加したときで、夢のように感じられたという。所属ユニットNCT 127については「お互いを輝かせることができる存在で、 不足した部分を補い、大変な時には助ける。そのような存在」とし、「（様々な場所で生まれ育った僕たちが）このようにしてチームで出会えたことが運命のようだ」とした。また、「メンバーは家族であり、チーム」だとした。

### ニックネーム・日本語

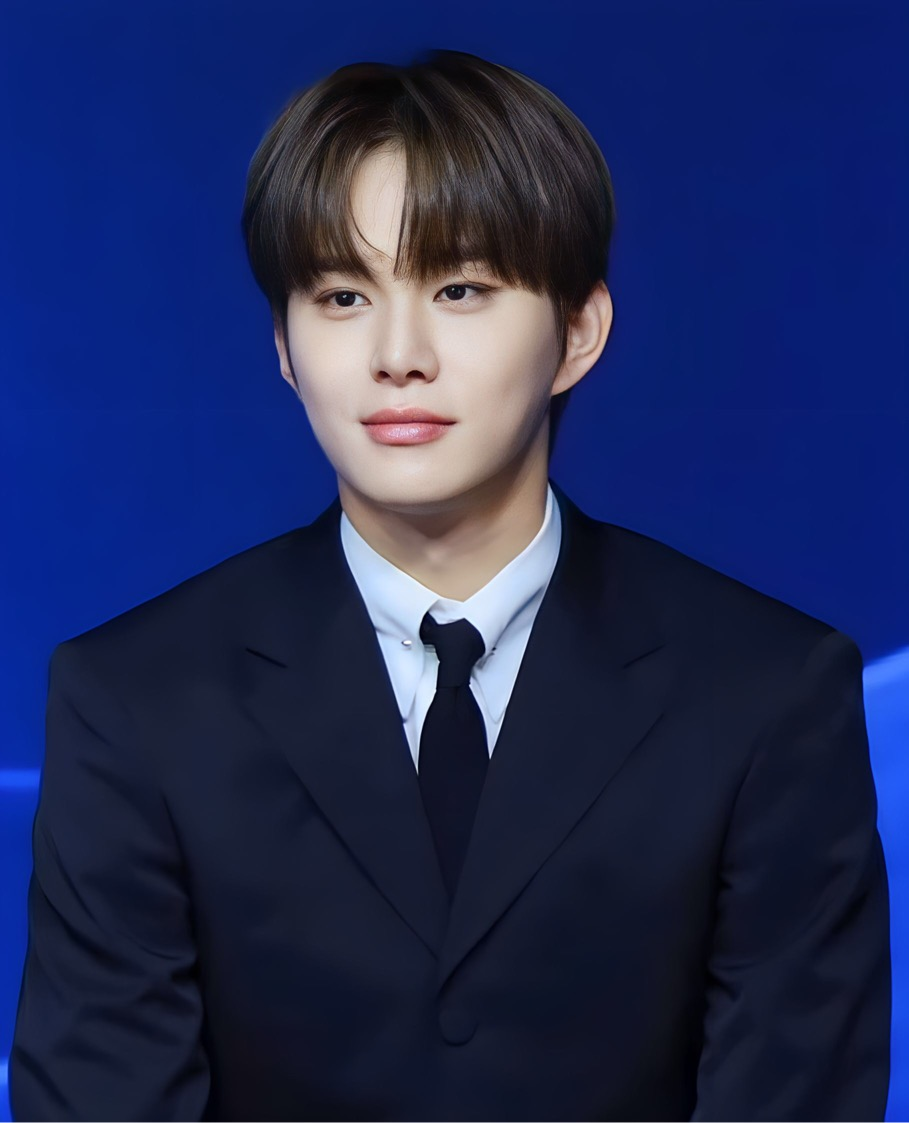
2023年10月、記者会見にて

SMルーキーズとして公式Twitterで紹介された際には「春の少年」というハッシュタグが付けられた。
ニックネームには「ゼウス」、「ポカリ清純ジョンウ」、「金清純」、「ジョンウス」、「キヨミジョンウ（かわいいジョンウ）」、「八色鳥ジョンウ」などがある。学生時代のあだ名は「ジョンパル」。
2018年10月16日放送、JTBC『アイドルルーム』では「新芽清純妖精」と自己紹介した。
2018年にNCTに加入した、ジョンウ、クン、ルーカスの3人は「ラッキー・スリー・ピープル」と呼ばれる。
MBC『ショー!K-POPの中心』のMCを共に務めたジョンウ、キム・ミンジュ、リノの3人は「우주호（ウジュホ）」と呼ばれた。
dTVで放送されたNCT 127の冠番組『NCT 127 おしえてJAPAN!』にて披露されたダジャレを使った自己紹介は「転んでも大ジョンウ」。
覚えた日本語には「めっちゃうまいねんけど、食うてみる？」、「めっちゃ綺麗ねんけど、どうする？」、「ご覧のスポンサーの提供でお送りします」、「ひき肉です！」、「なぁぜなぁぜ？」、「やれるか東京！」などがある。アニメ『NARUTO』の「世界に痛みを。神羅天征」も好きな日本語の一つである。NCTの日本人メンバーのユウタから日本語を教わることが多い。

### 社会貢献活動
2025年3月28日、韓国で発生した山火事災害の復旧と被災者支援のために、希望ブリッジ全国災害救護協会を通じて5,000万ウォンを寄付した。この寄付金は、山火事で被害を受けた地域の緊急生計支援、救援物品の提供、臨時避難所の運営などに使用される予定である。

### ペット・仮装
ヨークシャテリアを飼っていた。名前は「五福（オボギ）」。2023年8月に死去した。
2018年10月31日、SMエンタテインメントのハロウィンパーティで映画『タイタニック』のヒロイン「ローズ」のコスプレを披露した。
2021年のハロウィンパーティでは『トワイライト〜初恋〜』よりベラ・スワンの仮装を披露した。

### ランキング
2019年8月、アプリケーション「アイドルチャンプ」の「飲料水モデル選好度ミネラルウォーター部門」で3位を獲得した。
2020年2月19日、Mnet「TMIニュース」の「女より美しい男性アイドル」部門で5位を獲得した。
2020年11月19日、アプリケーション「Star Play」の「コートが似合う男性アイドル」部門で1位を獲得した。

## 作品

### NCT U
| 公開日 | 公開日   | タイトル                   | 収録アルバム             | ミュージックビデオ         | ダンスプラクティス                        | 備考                                |
| ------ | -------- | -------------------------- | ------------------------ | -------------------------- | ----------------------------------------- | ----------------------------------- |
| 2018年 | 2月19日  | BOSS                       | NCT 2018 Empathy         | BOSS                       | BOSS Dance Practice                       | デビュー曲                          |
| 2018年 | 8月11日  | CELEB FIVE                 | -                        | -                          | -                                         | MBC「ショー 音楽中心」で披露        |
| 2020年 | 6月26日  | Kick & Ride                | -                        | -                          | Kick & Ride Dance Practice                | KBS「ミュージックバンク」特番で披露 |
| 2020年 | 10月12日 | Volcano                    | NCT 2020:RESONANCE Pt. 1 | -                          | -                                         |                                     |
| 2020年 | 10月12日 | Dancing In The Rain        | NCT 2020:RESONANCE Pt. 1 | -                          | -                                         |                                     |
| 2020年 | 11月23日 | Raise The Roof             | NCT 2020:RESONANCE Pt. 2 | -                          | -                                         |                                     |
| 2020年 | 11月23日 | Work It                    | NCT 2020:RESONANCE Pt. 2 | Work It                    | Work It Dance Practice                    |                                     |
| 2020年 | 11月23日 | All About You              | NCT 2020:RESONANCE Pt. 2 | -                          | -                                         |                                     |
| 2021年 | 12月14日 | Universe (Let's Play Ball) | Universe                 | Universe (Let's Play Ball) | Universe (Let's Play Ball) Dance Practice |                                     |
| 2021年 | 12月14日 | Birthday Party             | Universe                 | -                          | -                                         |                                     |
| 2021年 | 12月14日 | Vroom                      | Universe                 | -                          | -                                         |                                     |
| 2023年 | 8月28日  | The BAT                    | Golden Age               | -                          | -                                         |                                     |
| 2023年 | 8月28日  | Not Your Fault             | Golden Age               | -                          | -                                         |                                     |
| 2024年 | 1月11日  | Do It (Let's Play)         | -                        | -                          | -                                         | 「NCT ZONE」OST                     |
| 2024年 | 12月25日 | NCT 2024 Special           | -                        | -                          | -                                         | 「SBS歌謡大祭典」で披露             |

### NCT DOJAEJUNG

#### ミニアルバム
- 『Perfume』（2023年）

### コラボレーション
- 2021年「Goodbye」（サニー・ジョンウ・ロンジュン）[18]

### 劇中歌
- 「Smile Good Bye」- SBS『フーバオとおじいちゃん』[23]（2024年） - ミュージックビデオ - YouTube
- 「First Step」- Channel Aドラマ『チェックイン漢陽』（2024年） - ミュージックビデオ - YouTube

### カバー
- トロットの名曲羅勲児「땡벌（テンボル）」（2020年7月4日、MBC『最愛エンターテインメント』に出演）[70]
- d.ear「12월 24일」（2020年12月24日、ドヨン、ロンジュン、チョンロと）[71]
- 「Christmas Carol Medley」（2022年12月23日、ドヨン・ジェヒョンと）[72]

## 出演

### ミュージックビデオ
- イェソン「Paper Umbrella」 - ミュージックビデオ - YouTube

### バラエティ
| 年   | 放送局  | 番組名                             | 備考              | 参考          |
| ---- | ------- | ---------------------------------- | ----------------- | ------------- |
| 2019 | MBC     | 週刊アイドル                       |                   | [ 73 ] [ 74 ] |
| 2019 | MBC     | アイドル陸上大会                   | サッカーPK戦      | [ 51 ]        |
| 2020 | MBC     | 最愛エンターテインメント           |                   | [ 70 ]        |
| 2020 | MBC     | アイドルeスポーツ選手権大会        |                   | [ 75 ]        |
| 2020 | KBS 2TV | クイズの上のアイドル               |                   | [ 76 ]        |
| 2021 | JTBC    | フンス大統領                       |                   |               |
| 2021 | HUYA    | SMスーパーアイドルリーグシーズン12 |                   |               |
| 2021 | MBC     | 全知的おせっかい視点               |                   | [ 77 ]        |
| 2022 | MBC     | アイドル陸上大会                   | アーチェリー      | [ 78 ]        |
| 2023 | YouTube | ワークマン-Workman                 | 4月24日           | [ 79 ]        |
| 2023 | YouTube | Welcome Ghost Club                 | 8月24日 - 8月31日 | [ 80 ]        |
| 2024 | YouTube | ノポギ                             |                   |               |
| 2024 | YouTube | ナレシク                           | 10月2日           | [ 81 ]        |

### MC
| 放送日                        | 放送局 | 番組名              | 参考                 |
| ----------------------------- | ------ | ------------------- | -------------------- |
| 2021年8月14日 - 2023年11月4日 | MBC    | ショー！K-POPの中心 | [ 82 ] [ 83 ] [ 84 ] |

### ラジオ
| 年   | 放送局      | ラジオ名            | 役割   | 参考   |
| ---- | ----------- | ------------------- | ------ | ------ |
| 2023 | SBSパワーFM | 2時脱出 Cultwo Show | ゲスト | [ 85 ] |

### スペシャルステージ
- ソン・シギョン「미소천사（微笑天使）」 - 『ショー!K-POPの中心』（2021年8月14日）[86][87]
- Cool「산책（Walk）」 - 『ショー!K-POPの中心』（2021年8月14日）[86]
- IU「Merry Christmas ahead」 - 『ショー!K-POPの中心』（2021年12月25日）
- SS501「Snow Prince」 - 『MBC歌謡大祭典』（2021年12月31日）[88]
- YB「나는 나비」 - 『MBC歌謡大祭典』（2021年12月31日）
- 東方神起「풍선(Balloon)」 - 『ショー!K-POPの中心』（2022年5月14日）
- NCT 127「後遺症」 - 『MBC歌謡大祭典』（2022年12月31日、ドヨン、ジェヒョンと）[89]
- 東方神起・SUPER JUNIOR「Show Me Your Love」-「SMTOWN LIVE 2025」（2025年1月、東方神起・SUPER JUNIOR・スホ・チャンヨル・ジャニー・チョンロ・クン・テン・ウンソク・リョウ・サクヤらと）[90]

## 雑誌
| 年   | 月号   | 雑誌名        | 参考          |
| ---- | ------ | ------------- | ------------- |
| 2018 | 5月号  | Arana Homme＋ |               |
| 2018 | 10月号 | @star1        | [ 91 ] [ 92 ] |
| 2020 | 4月号  | GQ KOREA      | [ 93 ]        |
| 2020 | 6月号  | @star1        | [ 94 ]        |
| 2021 | 3月号  | COSMOPOLITAN  | [ 95 ]        |
| 2021 | 2251号 | an・an        | [ 96 ]        |
| 2021 | 7月号  | @star1        | [ 97 ] [ 98 ] |
| 2022 | 7月号  | ARENA Homme＋ | [ 99 ]        |
| 2023 | 9月号  | W KOREA       |               |
| 2024 | 1月号  | ARENA Homme＋ | [ 100 ]       |
| 2024 | 10月号 | DAZED Korea   |               |

## イベント
| 年   | イベント名                                                  | 場所                                  | 開催日   | 開催国   | 参考    |
| ---- | ----------------------------------------------------------- | ------------------------------------- | -------- | -------- | ------- |
| 2020 | ニューシス2020韓流EXPO                                      | ソウル新羅ホテル                      | 8月26日  | 韓国     | [ 101 ] |
| 2023 | NCTドジェジョンユニットデビュー記念スペシャルローンチショー | ソウルウェーブアートセンター2階展示場 | 4月16日  | 韓国     | [ 102 ] |
| 2023 | ファッションブランド「TOD'S（トッズ）」のイベント           | ソウル城東区城水洞                    | 10月20日 | 韓国     | [ 103 ] |
| 2024 | ミラノファッションウィーク 2024年秋冬コレクション           | ミラノ                                | 2月23日  | イタリア | [ 104 ] |
| 2024 | ミラノファッションウィーク 2025年春夏コレクション           | ミラノ                                | 6月16日  | イタリア | [ 105 ] |
| 2024 | ミラノファッションウィーク 2025年春夏コレクション           | ミラノ                                | 9月20日  | イタリア | [ 106 ] |
| 2025 | ファッションブランド「TOD'S（トッズ）」のイベント           | ソウル江南区新世界デパート江南店      | 6月4日   | 韓国     | [ 107 ] |
| 2025 | ミラノファッションウィーク 2026年春夏コレクション           | ミラノ                                | 6月22日  | イタリア | [ 108 ] |

## 広告

### 広告モデル
- 「トッズ（Tod's）」（イタリア、ファッションブランド） - メンズアンバサダー
- 「ペリペラ」（化粧品）